# 산드로 살바도레
산드로 살바도레(이탈리아어: Sandro Salvadore ˈsandro salvaˈdoːre[*]; 1939년 11월 29일, 롬바르디아 주 밀라노 ~ 2007년 1월 4일, 피에몬테 주 코스틸리올레 다스티)는 이탈리아의 전 축구 선수로, 현역 시절 밀란과 유벤투스에서 수비수로 활약하며 두 곳에서 모두 우승을 경험했다. 그는 이탈리아 국가대표팀 일원으로 1960년 하계 올림픽, 2번의 월드컵, 그리고 유로 1968에 참가해 후자의 대회에서 우승을 경험했다.

## 국가대표팀 경력
살바도레는 1960년부터 1970년까지 이탈리아 성인 국가대표팀 경기에 36번 출전했다. 그는 1962년과 1966년에 2번의 월드컵에 참가했다.(후자의 대회에서는 주장이었다)

## 경기 방식
살바도레는 주로 후방 수비수를 맡았지만, 중앙 수비수를 비롯해 다른 수비 역할을 맡을 수도 있었다. 그는 이탈리아 역대 최고의 수비수로 손꼽힌다.

## 수상
밀란
- 세리에 A: 1958–59, 1961–62

유벤투스
- 세리에 A: 1966–67, 1971–72
- 코파 이탈리아: 1964–65

이탈리아
- 유럽 선수권 대회: 1968